# NATOプログラミング・センター
北大西洋条約機構プログラミング・センター（きたたいせいようじょうやくきこうプログラミング・センター、英語：NATO Programming Centre、略称：NPC）は、NATO航空指揮統制システム（ACCS）の保守整備と支援について責任を負う北大西洋条約機構の機関。センターはベルギー王国のトンゲレンとリエージュの中間にあるグロン村（fr:Glons）に所在し、職員は約200人いる。
NATO航空指揮統制システム管理機関（NACMA）のACCSプログラムおよびNATO整備支援機関（NAMSA）など多様な航空C2緩衝システムと密接に関連し運用される。